# ورزشگاه ویکاریج رود
ورزشگاه ویکاریج رود (به انگلیسی: Vicarage Road) نام ورزشگاه اختصاصی باشگاه واتفورد در شهر واتفورد از توابع کشور انگلستان است.
این ورزشگاه از سال ۱۹۲۲ زمین خانگی باشگاه واتفورد می باشد و ظرفیت آن ۱۷٬۴۷۷ نفر است.
ورزشگاه کاسام، چهل و هشتمین ورزشگاه بزرگ در انگلستان می باشد.